# Nongae
Nongae (Hangul: 주논개, Hanja: 朱論介), född 1574, död 1593, var en koreansk kisaeng och frihetskämpe.  Hon blev berömd sedan hon dödat en japansk general under den Japans invasion av Korea (1500-talet) genom att kasta sig nedför en klippa med honom. Hon blev en symbol för patriotism och ett föredöme för kvinnor. Ett tempel, Nongae templet, är byggt i hennes ära.